# 日高スタリオンステーション
日高スタリオンステーション（ひだかスタリオンステーション）とは、北海道浦河郡浦河町にかつて存在した、種牡馬の繋養牧場である。照会先は荻伏ブリーディングシステム。

## 概要
1968年、民間初となるスタリオンステーションを開業。
近年は経営不振が続いたことから、2015年12月末で閉鎖された。繋養されていた種牡馬については原則他牧場への移籍となるが、ウインクリューガーのように種牡馬を引退して乗馬に転じた馬も出ている。

## 繋養種牡馬

### 2015年時点
- ウインクリューガー
- ゴールドヘイロー
- ゴスホークケン
- シベリアンホーク
- スキャン
- ダノンバラード
- チェリークラウン
- トビーズコーナー
- ノボジャック
- ビッグサンデー
- フォーティナイナーズサン
- プリサイスエンド
- ロードバリオス

### 過去の繋養種牡馬
- アポインテッドデイ
- アグネスフライト
- グロウ[4]
- クリプティックラスカル
- ゴーカイ
- サイドチャペル[4]
- サンプリンス
- シャーラスタニ[4]
- スピードワールド
- スーパークリーク[4]
- タイキバカラ
- タイキシャーロック
- ダイタクバートラム
- ダミスター[4]
- ダンシングカラー
- チョウカイリョウガ
- ツータイミング[4]
- ディカードレム
- デュラブ
- トロットスター
- トロットサンダー
- ナイスダンサー[4]
- ナイスネイチャ（1997年- ）引退
- ネーハイシーザー（1997-2005年）引退
- ノボトゥルー
- バンブーアトラス
- バンブーメモリー[4]
- ビーインボナンザ[4]
- ビーマイナカヤマ
- ペルジノ（1997年 ）
- マルターズライオン
- ミラーズメイト[4]
- ヤエノムテキ（新冠町農協畜産センターより移籍）
- ユーワファルコン
- ラストタイクーン（→アロースタッドへ）
- ラッキーソブリン[4]
- リンドシェーバー[4]
- レイクコモ[4]
- ワッスルタッチ[4]